# Piazza Durbar

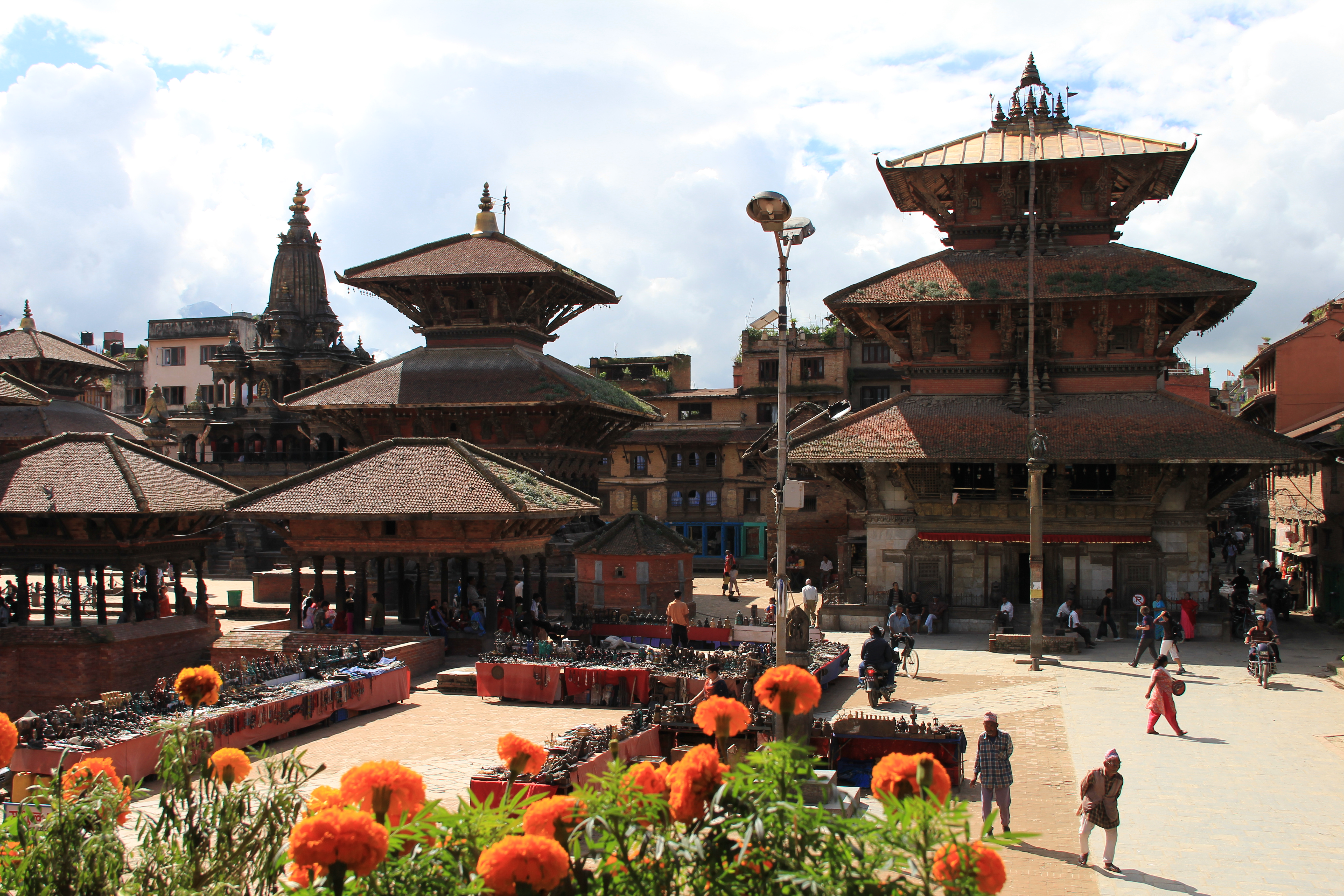
Piazza Durbar a Patan nel 2010

Piazza Durbar è il nome generico utilizzato per le piazze e le aree opposte al palazzo reale in Nepal: difatti Durbar significa palazzo. Essa consiste in templi, idoli, corti aperte, fontane e altro. Prima dell'unificazione del Nepal vi erano piccoli regni e la piazza Durbar era il luogo più importante. In particolare tre piazze nella valle di Kathmandu in corrispondenza dei tre regni: piazza Durbar a Kathmandu, a Bhaktapur e a Patan. Tutte e tre le piazze sono patrimonio UNESCO.